# Johan Heliot
Pour les articles homonymes, voir Héliot.
 (décembre 2020).
Œuvres principales
- La Lune seule le sait
- La Lune n'est pas pour nous
- Bloodsilver (cocréateur Wayne Barrow)
- Involution

Johan Heliot, né le 23 août 1970 à Besançon, de son vrai nom Stéphane Boillot-Cousin, est un écrivain français de littératures de l'imaginaire, ancien professeur de français et d'histoire-géographie dans la Haute-Saône. Il utilise aussi le pseudonyme Wayne Barrow (partagé avec Xavier Mauméjean).

## Biographie
Johan Heliot fait partie d'une génération d'auteurs français de l'imaginaire apparue au tournant du millénaire. Il a publié aux éditions Mnémos plusieurs uchronies d'ambiance steampunk : La Lune seule le sait suivie de La Lune n'est pas pour nous et pour finir le cycle de La Lune vous salue bien ! ainsi que deux romans entrant plus dans le registre fantastique et policier (plus exactement fantasy urbaine), Faërie Hacker et Faerie Thriller, et la trilogie Grand Siècle entre 2017 et 2019, dans laquelle il revisite le règne du Roi-Soleil en imaginant Louis XIV se lancer dans la course vers l'espace ! Egalement en 2019, il signe aux éditions L'Atalante Frankenstein 1918, double hommage à Mary Shelley et aux victimes de la première guerre mondiale, qui reçoit le prix actusf de l'uchronie décerné la même année.
Johan Heliot a également publié de nombreux autres romans dans différents genres, et se tourne de plus en plus vers l'écriture pour la jeunesse, depuis Ados sous contrôle chez Mango début 2007, suivi d'une cinquantaine d'autres titres, seul ou en collaboration avec Alain Grousset (série Le passeur de fantômes aux éditions Auzou), chez de nombreux éditeurs (Seuil, Syros, Scrinéo, Gulf Stream, etc.). Sa série C.I.E.L. (anticipation en quatre tomes autour du thème de l'intelligence artificielle) a rencontré un vif succès.
Depuis quelques années, Johan Heliot anime des ateliers d'écriture consacrés aux littératures de l'imaginaire, à destination des publics scolaires ou non, jeunes ou moins jeunes.

## Œuvres

### SérieLa Trilogie de la Lune
1. La Lune seule le sait, Mnémos, 2000Prix Rosny aîné 2000 - Réédition, Gallimard, coll. « Folio SF » no 149, 2003
2. La Lune n'est pas pour nous, Mnémos, 2005Prix Bob Morane 2005 - Réédition, Gallimard, coll. « Folio SF » no 270, 2007
3. La Lune vous salue bien !, Mnémos, 2007

La trilogie a été rééditée en un seul tome chez Mnémos en 2011.

### SérieFaerie Hackers
1. Faerie Hackers, Mnémos, 2003Réédition, Gallimard, coll. « Folio SF » no 221, 2005
2. Faerie Thriller, Mnémos, 2005

### SérieLa Quête d'Espérance
1. Izaïn, né du désert, L'Atalante, 2009
2. Les Pirates de fer, L'Atalante, 2010
3. L'archipel céleste, L'Atalante, 2010

### SérieGrand Siècle
- L’Académie de l’éther, Mnémos, 2017
- L’Envol du soleil, Mnémos, 2018
- La Conquête de la sphère, Mnémos, 2019

### Romans indépendants
- Reconquérants, Mnémos, 2001
- Pandemonium, Le Bélial', 2002
- La Harpe des étoiles, Imaginaires sans frontières, 2003
- Obsidio, Denoël, coll. « Lunes d'encre », 2004
- Fürher Prime Time, Le Rocher, coll. « Novella SF », 2005
- La Couleur de la faim, Octobre, 2006
- Question de mort, Baleine, coll. « Club van Helsing », 2007
- Les Fantômes du cyberspace, Intervista, 2008
- Passé censuré, Le Rocher, coll. « Le Rouge & le Noir », 2008
- Les Fils de l'air, Groupe Flammarion, coll. « Ukronie », 2009
- Ordre Noir, Fleuve noir, 2010
- La guerre des mondes n'aura pas lieu, Mango Jeunesse , coll. « Mondes imaginaires », 2010
- Françatome : Aujourd'hui l'atome, demain l'espace, Mnémos, 2013
- Involution, J'ai lu, coll. « Nouveaux Millénaires », 2014
- Les Sous-vivants, Seuil, 2016
- Frankenstein 1918, L'Atalante, coll. « La Dentelle du cygne », 2018
- Les Enfants de la terreur, L'Atalante, coll. « La Dentelle du cygne », 2022
- La Fureur des siècles, Critic, 2022

### Jeunesse

#### SérieLe Bouclier du Temps
Cette série est coécrite avec Xavier Mauméjean.
1. Le Messager de l'Olympe, Fleurus, 2006
2. Sachem America, Fleurus, 2006
3. La Marque du dragon, Fleurus, 2007
4. Samouraï City, Fleurus, 2007

#### SérieNada Solstice
1. L'avaleur de talents, Gründ Poche, 2010
2. La belle absente, Gründ Poche, 2011

#### SérieLes aventures d'Alexia Dumas
- Flibustière !, L'Atalante, 2012
- Forban !, L'Atalante, 2013

#### SérieCIEL
1. L'Hiver des machines, Gulf Stream, 2014
2. Le Printemps de l'espoir, Gulf Stream, 2015
3. L'Été de la révolte, Gulf Stream, 2015
4. L'Automne du renouveau, Gulf Stream, 2016

#### SérieLes Substituts
- Les Substituts, Seuil, 2014
- Les Substituts - Tome 2, Seuil, 2015

#### SérieEnigma
- Prédictions, Rageot Thriller, 2014
- Connexions, Rageot Thriller, 2015
- Machinations, Rageot Thriller, 2015

#### Romans indépendants
- Opération Nemo, Magnard, coll. « Tipik », 2004
- Alter Jeremy, Mango, 2005
- Destination l'an mil, Fleurus, 2006
- Ados sous contrôle, Mango, 2007
- La Légion écarlate, Mango, 2007
- Les Vagabonds de l'Entremonde, Intervista, 2007
- Terre de tempête, Soon Syros, 2008
- Secret ADN, Mango, 2008
- Steppe Rouge, Mango, 2009
- Dans la peau d'une autre, Rageot, 2012
- Dans tes rêves, Rageot, 2013
- Les Amants du génome, Syros, 2016
- Le Fer au coeur, Gulf stream, 2017
- Bonaventure : comment je suis devenu un agent super discret, Scrinéo, 2019
- Vers un ailleurs meilleur, Seuil, 2022
- Puce : Mission évasion, Poulpe Fictions, 2023
- Nouvelle ère, Seuil, 2023

### Nouvelles
- Opération Münchhausen, in anthologie Noirs complots (dir. Pierre Lagrange), publication avril 2003
- Trouver son cœur et tuer la bête, Bifrost no 25, janvier 2002
- Le rêve d'Amerigo Vespucci - in Les Nombreuses vies d'Arsène Lupin (2005), Les Moutons électriques, coll. « Bibliothèque rouge »
- Vous rêvez trop de Fantômas - in Les Nombreuses vies de Fantômas (2006), Les Moutons électriques, coll. « Bibliothèque rouge »
- Toujours plus, toujours ! - in Les Nombreuses vies de James Bond (2007), Les Moutons électriques, coll. « Bibliothèque rouge »
- Le Goût de l’Amour - in Fiction Spécial #1 (2006), Les Moutons électriques
- Un contrôle de Noël - in Fiction Spécial #2 (2007), Les Moutons électriques
- Pax Bonapartia, nouvelles uchroniques dans l'anthologie Divergences 001, Flammarion Jeunesse, coll. « Ukronie » 2008
- Tu veux savoir ?, nouvelles, Thierry Magnier, 2013

### Anthologie
- La Machine à remonter les rêves (avec Richard Comballot), Mnémos, 2006
- Johan Heliot vous présente ses hommages, Les Moutons électriques, 2013

### Collaboration
- Un an dans les airs (2013)